# Adrien Dariac
Adrien Louis Dariac, né à Périgueux (Dordogne) le 14 juin 1868 et mort le 13 juin 1949 à Contres (Loir-et-Cher), est un homme politique français.

## Biographie
Il est tout d'abord inspecteur général de l'agriculture, puis député de l'Orne de 1910 à 1942, rapporteur du budget de l'Agriculture en 1911, membre de l'Alliance républicaine démocratique et des Radicaux indépendants. Le 19 juillet 1926, Édouard Herriot lui confie le portefeuille des Colonies dans son deuxième gouvernement ; mais la seconde expérience ministérielle d'Adrien Dariac est encore plus brève que la première.
Éphémère ministre de l'Agriculture dans le gouvernement Alexandre Ribot (4), du 9 au 12 juin 1914 il est « renvoyé sous une avalanche d'injures » (selon le Journal d'agriculture pratique du 25 juin 1914).
Il vote les pleins pouvoirs à Philippe Pétain le 10 juillet 1940.